# Nephodia diluta
Nephodia diluta är en fjärilsart som beskrevs av Paul Dognin 1914. Nephodia diluta ingår i släktet Nephodia och familjen mätare. Inga underarter finns listade i Catalogue of Life.